# 暴走族

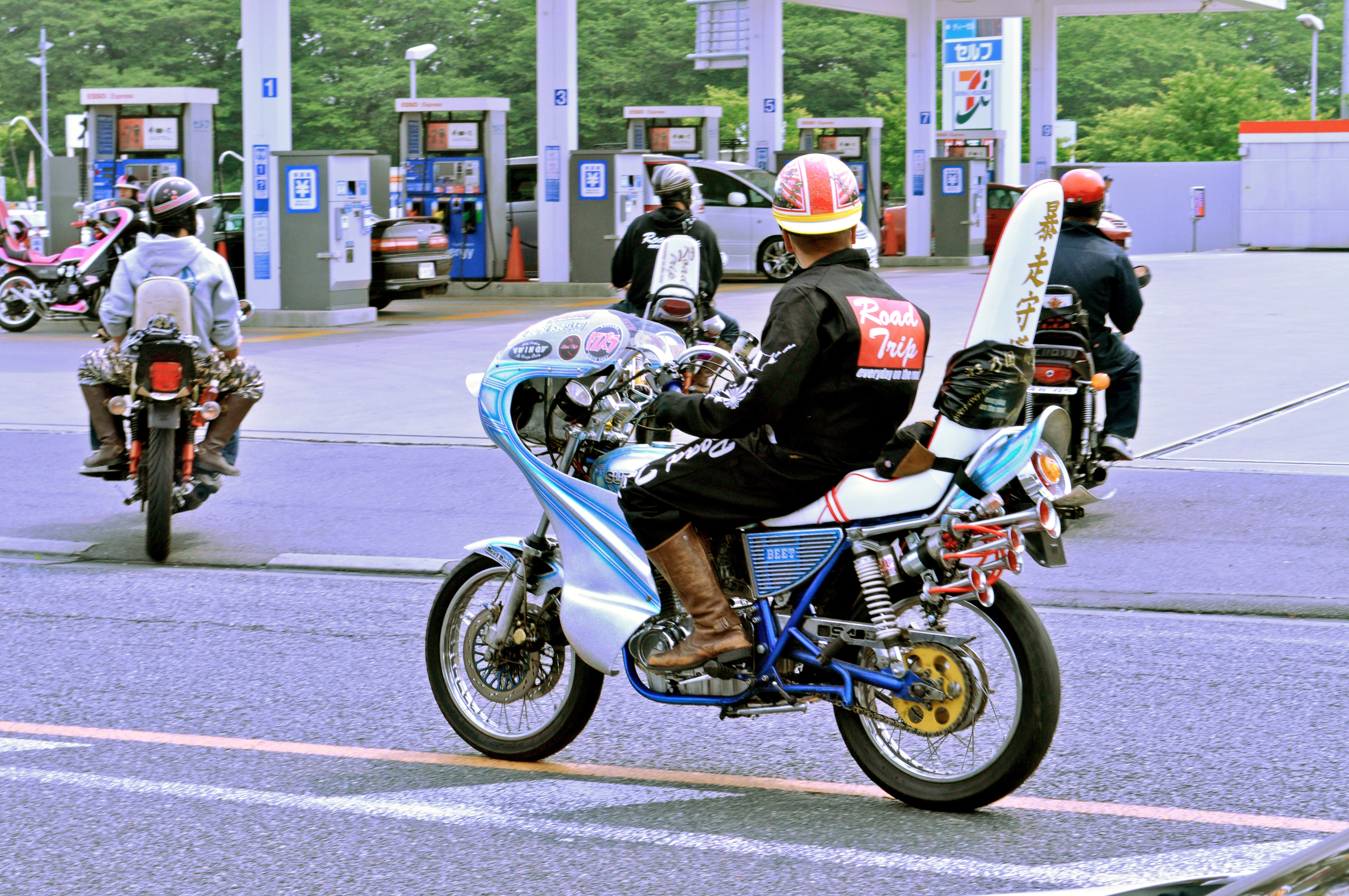
騎乘改裝摩托車的暴走族，2013年。

暴走族是一種與（非法）改裝摩托車（及汽車）相關的日本文化。該種活動的組織有時也被稱為珍走團或珍走族。在該種活動中經常出現妨害他人利益的行為，如刻意發出巨大的噪音或違反《道路交通法》的行為等。這種活動最早約出現於1950年代，後於1980年代和1990年代更加興盛，在1982年估計達到42,510名成員的峰值。其參與人數在2000年代急劇下降，據報導，2012年其參與人數不足7,297人。
真正符合定義的暴走族基本上以未成年人為主，穿著風格傳統上包括類似於體力勞動者的工裝褲或帶有寬鬆褲子和高筒靴的皮革軍用夾克。源自於神風特攻的傳統，這種每屆學長相傳的制服被稱為「特攻服」，並經常裝飾有漢字標語。這種制服的典型配件是一字巾、外科口罩和展示旭日旗的補丁。其成員以使用日規摩托車並增加改裝而聞名，例如大的不成比例有如戰鬥機般的整流罩、位置改至內側且提高的握把、加大超高的後座座椅靠背、華麗的外表塗裝和修改過的消聲器。暴走族風格的靈感來自於美式機車，以及「Greaser」與「Teddy Boy」次文化等。

## 概要
暴走族中的積極參與者主要為20歲以下的青少年，由於以前日本法律中成年的定義為20歲，而法規中16歲就可以騎乘動力交通工具，因此超過20歲再危險駕駛的話，就有可能留下犯罪記錄，故必須採取引退措施，並將違規的事蹟留給學弟發揚。暴走族團體中有所謂的「內規」，因此加入暴走族比較容易，而若想要退出則較為困難。通常暴走族也是暴力幫派下的基層組織之一，在引退後多數轉為流氓，也是幫派吸收成員的來源。若是違反了團體中的內規，則經常會以私刑或暴力手段作為懲罰，新聞中也會報導因此而發生的死傷事件。
日本從2004年11月開始加強取締暴走族，違規駕駛行為會被視為「共同危險行為」，根據日本《道路交通法》第68條可處以最高2年有期徒刑，併课以50萬日元的罰金，以及記交通違規點數25點。駕照也會被取消，並且在數年間都不得再補考。此外被告發後，在就業方面也會造成困難，再加上警方每年加強取締，因此暴走族的人數也開始大幅減少。
一般認為，暴走族是中學的「番長集團」的延伸，番長集團類似「不良少年集團」，通常以到處惹事作為與同儕比試的競爭手段，而當不良少年的首領（番長）加入暴走族後，原本的番長集團就全部成為「暴走族」的預備軍。此外，暴走族的人際關係範圍大多以所出身的學校為中心，因此和該校的不良少年首領有緊密的聯繫，對於學校內的不良集團勢力分佈帶來很大的影響。這樣的傾向存在於日本的各個地區。
日本暴走族集團的成員總數，在1982年達到42,510人的高峰，隨後開始逐年下降，到了2005年人數為15,086人。通常暴走族的成員到了18或20歲時便會畢業，內規規定此時必須要找到另一個青少年加入才能退出，但由於近年少子化的關係，越來越多退出者無法找到其他願意加入的青少年，因此近年來暴走族的成員有顯著高齡化現象。
因為對應平成12年（2000年）排氣規範導致幾款經典的日本國產高性能汽車陸續停產後，後繼車種的高價化，而且因為國內經濟衰落，以及休旅車席捲市場導致國產高性能汽車選擇減少，中古車價也因停產而價格上漲，使到年輕人購置車輛的成本大增，此外油價的高騰與稅制的不利，也讓年輕人對擁有車輛卻步，加上娛樂的多樣化分散年輕人的注意力，也是暴走族不如前輩們的原因。隨著國家逐漸步向後工業時代，低薪與高生活成本，雖然弱化交通工具持有與使用，但新一代不良少年在打發無聊以及博得關注的需求下，甚至變成只能以腳踏車競速干擾路人的奇妙現象，即是「徒步暴走族」之類。是也存在有例外的「徒步暴走族」，通常出沒在人行道進行跑酷、舞蹈，或在密閉公共交通工具上播放動感音樂等炫技行為。

### 積雪地區
在冬季容易積雪的地區，車輛在路面上容易打滑，暴走族自己和追逐他們的警察都會有生命危險，因此有「淡季」存在。在這些地區，因為淡季時無法任意的進行暴走行為，所以要將團體維持超過一年變得十分困難，而成員也有漸漸減少的傾向。因此暴走族成員的分布也受到氣候的影響，而冬季的積雪量、氣溫也是重要的因素。